# Onychoglenea brunnea
Onychoglenea brunnea là một loài bọ cánh cứng trong họ Cerambycidae.